# Liste der Biografien/Nw
Liste der Biografien |
Portal Biografien |
Personensuche
# |
A |
B |
C |
D |
E |
F |
G |
H |
I |
J |
K |
L |
M |
N |
O |
P |
Q |
R |
S |
T |
U |
V |
W |
X |
Y |
Z |
?
 
Na |
Nb |
Nc |
Nd |
Ne |
Nf |
Ng |
Nh |
Ni |
Nj |
Nk |
Nl |
Nm |
Nn |
No |
Nr |
Ns |
Nt |
Nu |
Nv |
Nw |
Nx |
Ny |
Nz
Die Liste der Biografien führt alle Personen auf, die in der deutschsprachigen Wikipedia einen Artikel haben. Dieses ist eine Teilliste mit 38 Einträgen von Personen, deren Namen mit den Buchstaben „Nw“ beginnt.

## Nw

### Nwa
- Nwaba, Barbara (* 1989), US-amerikanische Siebenkämpferin
- Nwabani, Gladys (* 1988), nigerianische Sprinterin
- Nwabueze, Ben (1932–2023), nigerianischer Jurist und Politiker
- Nwachukwu, Dubem (* 2000), nigerianischer Sprinter
- Nwachukwu, Fortunatus (* 1960), nigerianischer Geistlicher, Kurienerzbischof der römisch-katholischen Kirche
- Nwachukwu, Ike (* 1940), nigerianischer Politiker
- Nwachukwu, Sorina (* 1987), deutsche Sprinterin (400 m)
- Nwachukwu, Tony (* 1959), nigerianischer Künstler
- Nwadialu, Sunday (* 1989), nigerianischer Fußballspieler
- Nwaiwu, Chibuike (* 2003), nigerianischer Fußballspieler
- Nwajide, Carlotta (* 1995), deutsche Ruderin
- Nwakaeme, Anthony (* 1989), nigerianischer Fußballspieler
- Nwakaeme, Dickson (* 1986), nigerianischer Fußballspieler
- Nwakali, Chidiebere (* 1996), nigerianischer Fußballspieler
- Nwako, Moutlakgola P. K. (1922–2002), botswanischer Politiker
- Nwamadi, Joel-jin (* 2006), südkoreanischer Sprinter
- Nwanaga, Kelechi (* 1997), nigerianische Speerwerferin
- Nwaneri, Ethan (* 2007), englischer FußballspielerEthan Nwaneri (* 2007)

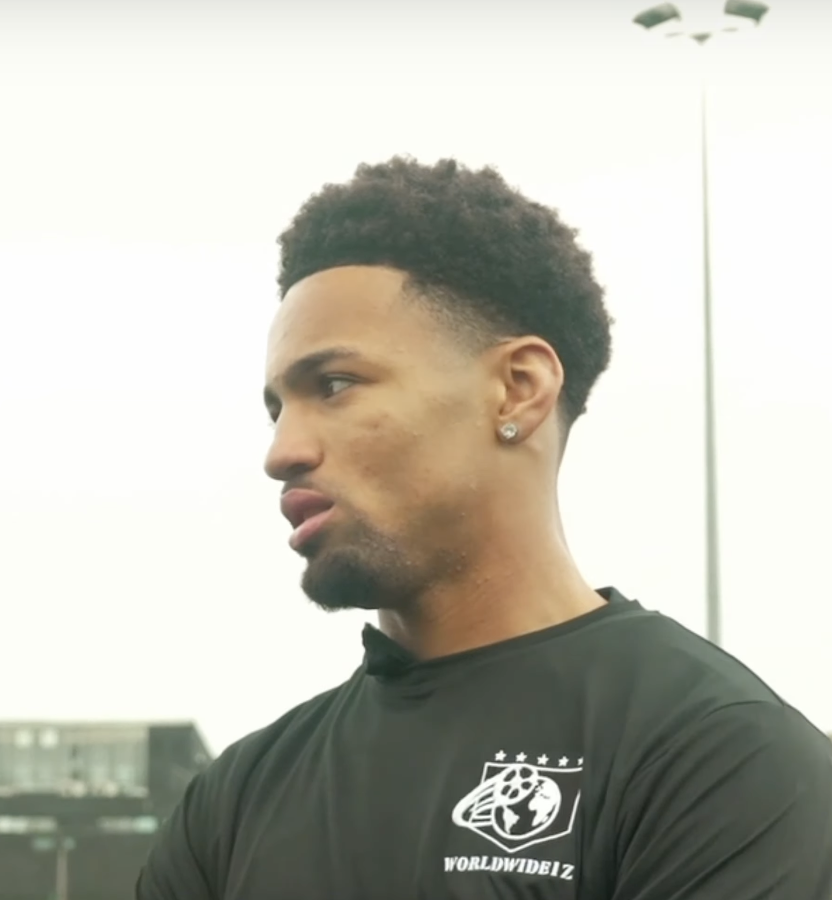
Ethan Nwaneri (* 2007)

- Nwaneri, Obinna (* 1982), nigerianischer Fußballspieler
- Nwangwu, Kene (* 1998), US-amerikanischer American-Football-Spieler
- Nwankpa, Obisia (1950–2025), nigerianischer Boxer
- Nwankwo, Kingsley (* 1988), nigerianischer Fußballspieler
- Nwankwo, Nkem (1936–2001), nigerianischer Autor, Dichter und Hochschullehrer
- Nwankwo, Silas (* 2003), nigerianischer Fußballspieler
- Nwankwo, Simeon (* 1992), nigerianischer Fußballspieler
- Nwankwo, Victor (1944–2002), nigerianischer Verleger
- Nwaogu, Charles (* 1990), nigerianischer Fußballspieler
- Nwapa, Flora (1931–1993), nigerianische Schriftstellerin
- Nwaubani, Adaobi Tricia (* 1976), nigerianische Schriftstellerin

### Nwe
- Nwedo, Anthony Gogo (1912–2000), nigerianischer Ordensgeistlicher, römisch-katholischer Bischof von Umuahia

### Nwo
- Nwobi, Simeon Okezuo (* 1960), nigerianischer römisch-katholischer Geistlicher, Bischof von Ahiara
- Nwofor, Emma (* 1996), britische Hürdensprinterin und Mehrkämpferin
- Nwofor, Uche (* 1991), nigerianischer Fußballspieler
- Nwogbo, Chibuzor (* 1990), nigerianischer Fußballspieler
- Nwokocha, Nzubechi Grace (* 2001), nigerianische Sprinterin
- Nwokolo, Greg (* 1986), indonesisch-nigerianischer Fußballspieler
- Nwosu, Henry (* 1980), nigerianischer Fußballspieler
- Nwosu, Uchenna (* 1996), US-amerikanischer American-Football-Spieler